# Charles Reutlinger
Pour les articles homonymes, voir Reutlinger.
Charles Reutlinger est un photographe germano-français, né le 25 février 1816 à Karlsruhe et mort le 24 juin 1888 à Francfort. Il fonde à Paris un studio de photographie, qui porte son nom, spécialisé dans le portrait des personnalités parisiennes et en particulier des comédiennes.

## Biographie
Enfant, Charles Reutlinger se passionne pour le portrait dessiné. Il découvre la photographie dès 1839. Il s'installe comme daguerréotypiste à Stuttgart avant de rejoindre Paris vers 1850. 
À Paris, il fonde son premier atelier photographique spécialisé dans le portrait de personnalités au 33 boulevard Saint-Martin et un deuxième studio au 112, rue de Richelieu. Les femmes de spectacles forment l'essentiel de ses modèles. 
Il est membre de la Société française de photographie. Il obtient un premier prix à l'Exposition universelle de 1867.
Charles Reutlinger se retire des affaires en 1880 et confie le studio à son frère Émile (de). En 1893, son neveu, le fils d'Émile, Léopold-Émile Reutlinger prend la tête de l'entreprise familiale alors très florissante. Mata Hari, Cléo de Mérode, Liane de Pougy, La Belle Otero, Émilienne d'Alençon, sont parmi leurs modèles les plus prestigieux.

## Collections
- Bibliothèque nationale de France, Paris[3].

## Expositions
- octobre - novembre 1979 : Les Reutlinger : photographes à Paris 1850-1937, Bibliothèque nationale, Département des estampes et photographies, Paris[4],[5].

## Photographies prises dans le studio Reutlinger

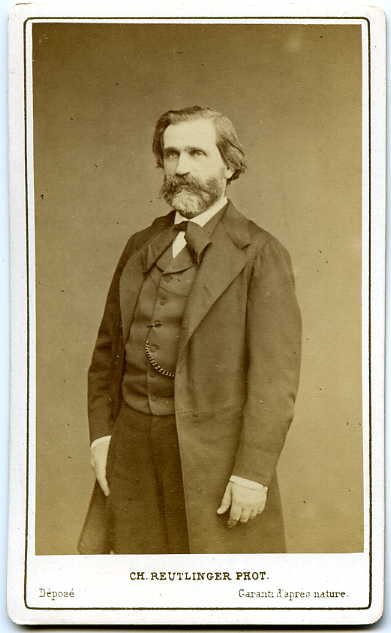
Giuseppe Verdi
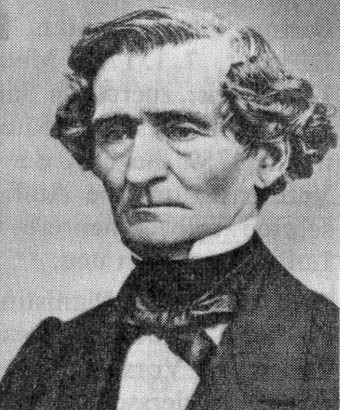
Hector Berlioz (avant le 15 août 1864)
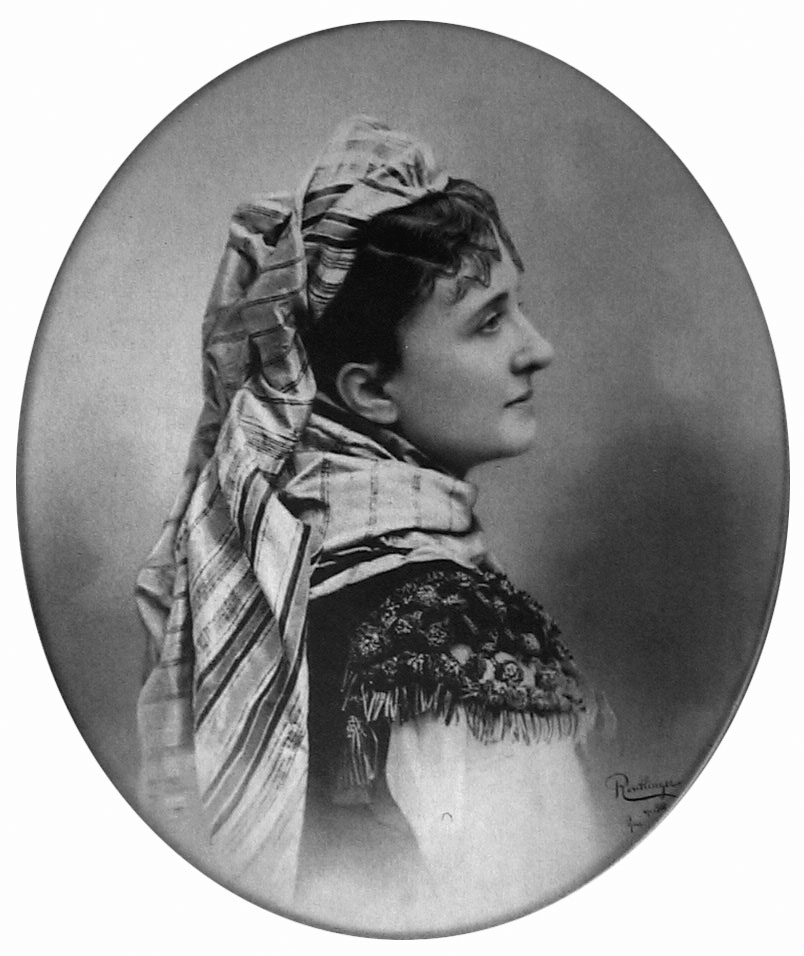
Hortense Schneider (1868)
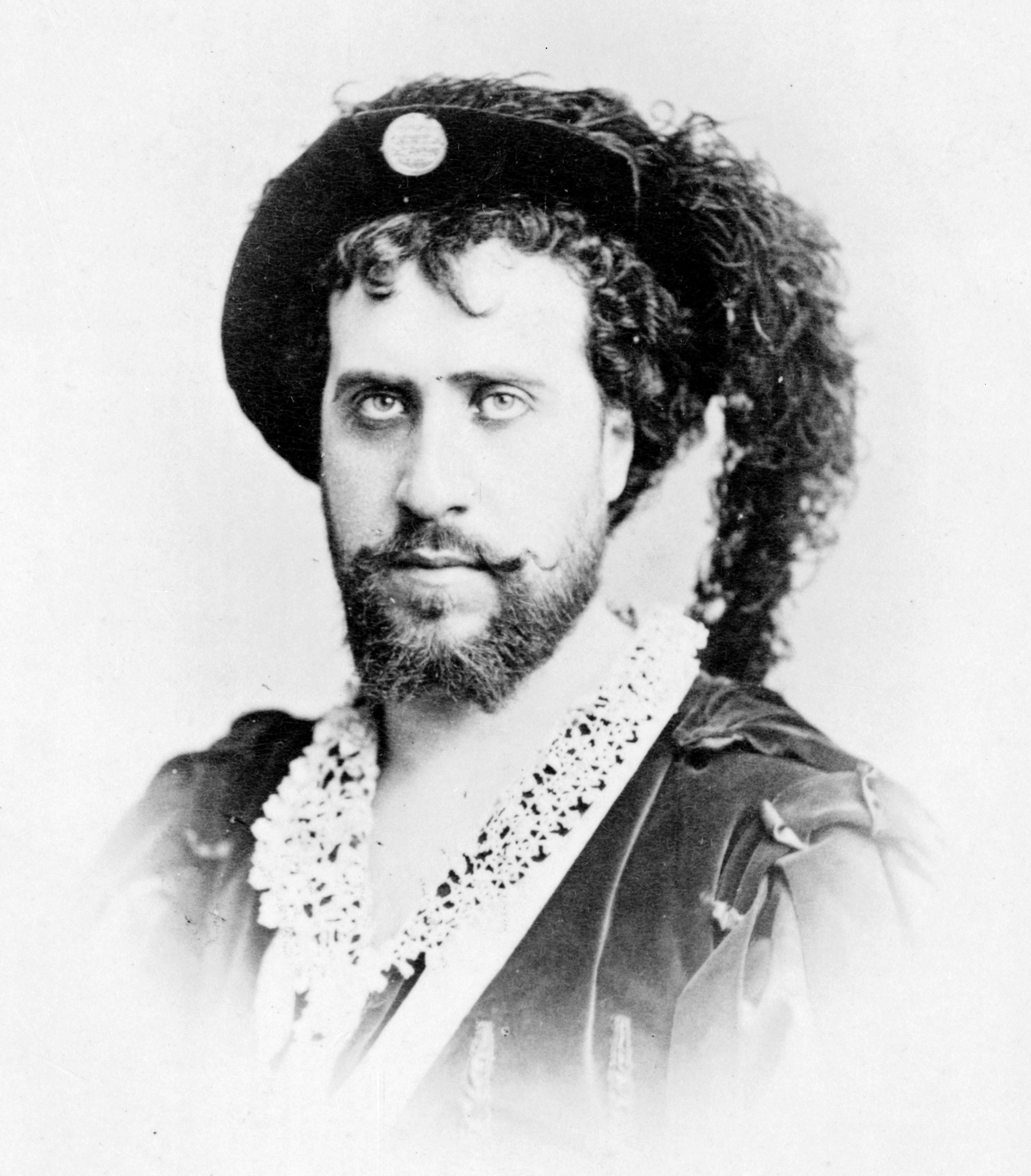
Jean-Baptiste Faure en Hamlet (1868)
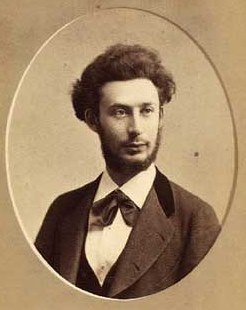
Edvard Brandes (ca 1880s)
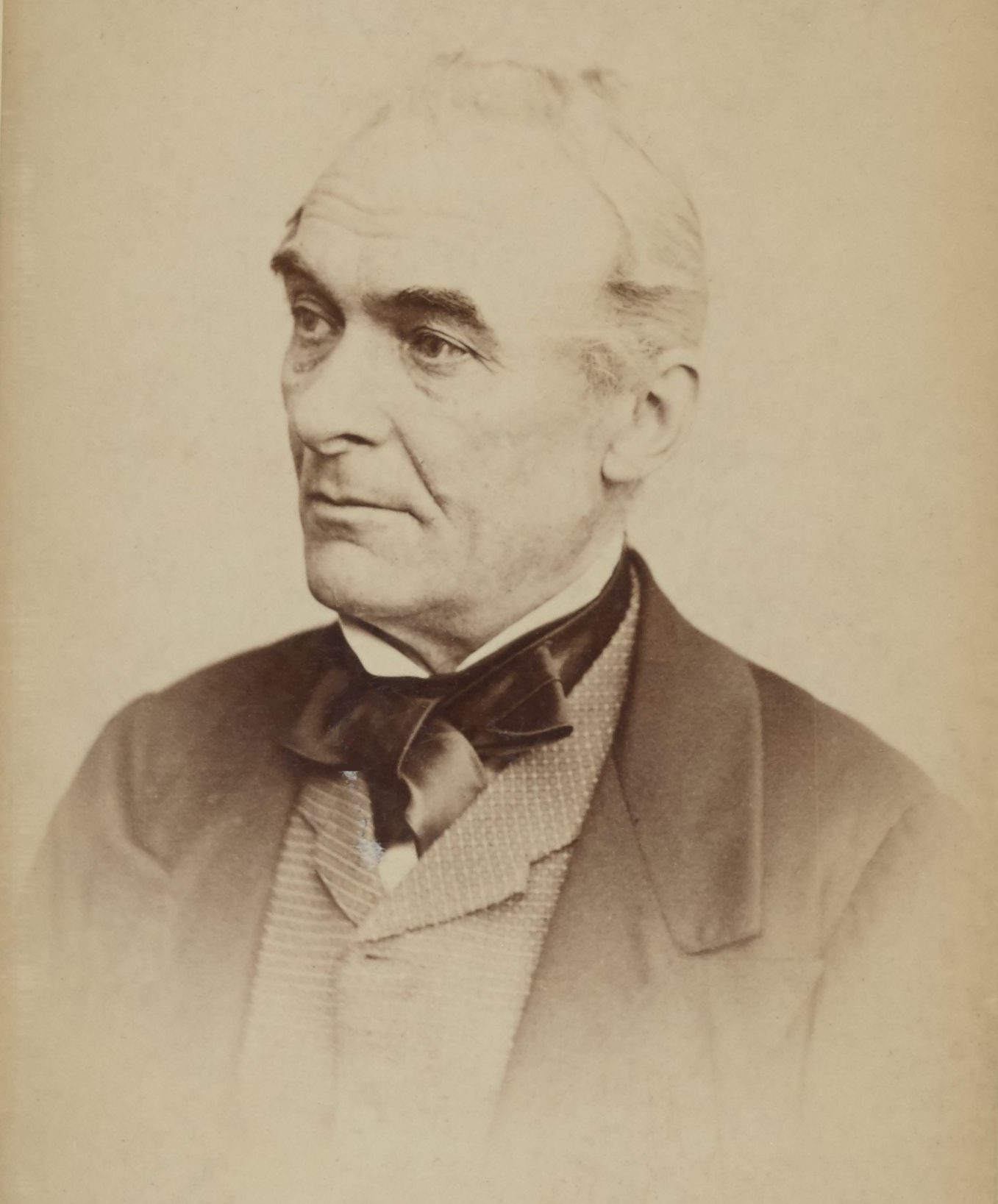
Prosper Mérimée